# Aranno
Aranno es una comuna suiza del cantón del Tesino, situada en el distrito de Lugano, círculo de Breno. Limita al norte con la comuna de Alto Malcantone, al este con Cademario, al sur con Bioggio, Curio y Novaggio, y al oeste con Miglieglia.